# 四正丁基溴化銨
四正丁基溴化銨是一种季銨盐，示性式为{\displaystyle {\ce {[(CH3CH2CH2CH2)4N]+Br-}}}，常用作相转移催化剂，用于3-苯基丙烯醛、肉桂酸苄酯等化学品的合成。它也可用于芳香化合物的电化学溴化反应。
它可由1-溴丁烷和三正丁胺在乙腈溶劑中反应来制备。